# Gideon Brand van Zyl

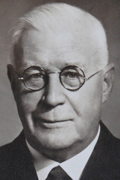
Gideon Brand Van Zyl

Gideon Brand van Zyl, auch Van Zyl (* 3. Juni 1873 in Kapstadt, Kapprovinz; † 1. November 1956 ebenda) war ein südafrikanischer Politiker und Generalgouverneur der Südafrikanischen Union.
Van Zyl verbrachte seine Schulzeit am Normal College und studierte danach am South African College in Kapstadt. Mit diesem Studium erlangte er 1898 eine juristische Qualifikation, die es ihm ermöglichte, in der Kanzlei seines Vaters Casper Hendrik van Zyl als Rechtsanwalt tätig zu werden. Während des Zweiten Burenkriegs übernahm er die Aufgaben eines Rechtsberaters im Kriegsamt des Vereinigten Königreichs. Im Ersten Weltkrieg diente van Zyl bei den Cape Garrison Rifles und erlangte dabei den Dienstgrad Major. Diese Truppeneinheit war lediglich mit Unterstützungsmission in Südafrika und in Deutsch-Südwestafrika betraut. Zuletzt war er als Kommissar zur Rückführung der entlassenen Soldaten eingesetzt.
Sein politisches Interesse brachte ihm 1915 nach erfolgreicher Wahl für den Wahlkreis Cape Harbour (Kapstadt) einen Sitz im Cape Provincial Council (Parlament der Kapprovinz). Drei Jahre später zog er durch eine Nachwahl als Abgeordneter der South African Party in das House of Assembly of the Union of South Africa (Parlament der Union) ein, wo er bis 1929 für diese Partei wirkte. Zwischen 1921 und 1924 hatte er verschiedene leitende Funktionen inne. Van Zyl machte sich dabei als engagierter Unterstützer von Jan Smuts einen Namen. Von 1929 bis 1942 übte er ein Parlamentsmandat des Wahlkreises Sea Point aus. Während dieser Zeit bekleidete er eine Führungsfunktion in der 1934 gegründeten United National South African Party/Verenigde Suid-Afrikaanse Nasionale Party.
Im Jahre 1934 wählte ihn das Unions-Parlament zum stellvertretenden Parlamentssprecher. Ein Jahr später führte van Zyl die südafrikanische Delegiertengruppe an, die zu einer internationalen Parlamentarierkonferenz nach London reiste.
Mit dem Jahr 1942 wechselte van Zyl in die Verwaltung der Kapprovinz, da er in die Funktion des Administrators berufen wurde. In dieser Rolle musste van Zyl die Verwaltungsgeschäfte während der Zeit des Zweiten Weltkriegs leiten. Am 16. November 1945 berief ihn eine Kommission der Krone zum Generalgouverneur der Südafrikanischen Union, der erste im Land geborene Vertreter in diesem Amt, das er am 1. Januar 1946 übernahm. Im Dezember 1950 trat van Zyl von dieser Funktion zurück, die er am 1. Januar 1951 übergab.
Van Zyl übereignete 1949 die Familienbibliothek der Universität Kapstadt. Dieser Bestand bildet einen Grundstock der rechtswissenschaftlichen Fachbibliothek innerhalb der Universitätsbibliothek und ist hier seit 1962 ein Sondersammlungsbereich. Sie besteht aus 2500 Sammlungseinheiten, von denen einige aus dem 17. und 18. Jahrhundert stammen.

## Ehrungen
- Universität Kapstadt: Brand van Zyl Law Library[5]